# Gens Lucilia

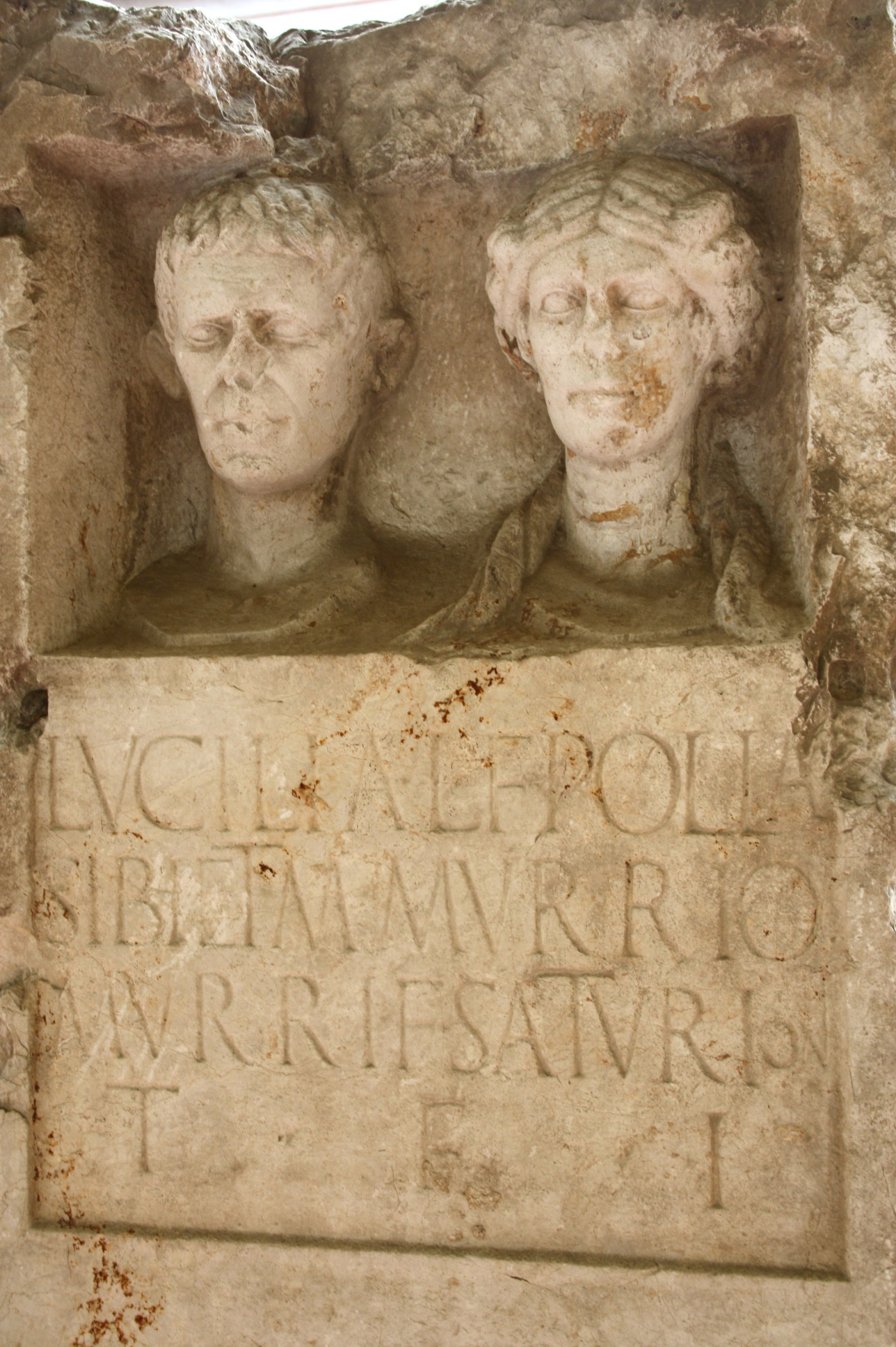
Lucilia Polla

Gens Lucilia was een Romeins plebejersgeslacht met het nomen gentile of geslachtsnaam Lucilius. De naam Lucilius is een patroniem, afgeleid van de praenomen Lucius.
Een van de bekendste representanten van deze familie was Gaius Lucilius, een dichter uit de 2e eeuw v.Chr. Ondanks dat veel leden van de familie opduiken in de geschiedenis van Rome, heeft geen van hen een hoge, vooraanstaande functie bekleed.
Tijdens de Romeinse Republiek gebruikten de mannelijke leden van de familie de voornamen Balbus ('stotteraar') en Bassus ('robuust'). In de tijd van het keizerrijk worden cognomina als Capito (verwijzend naar een groot hoofd) en Rufus ('roodharige') gebruikt. Een deel van de familieleden wordt vermeld zonder cognomen.
Tot de gens der Lucilii behoorden:
- Gaius Lucilius, hekeldichter uit de 2e eeuw v.Chr.
- Gaius Lucilius Hirrus, volkstribuun in 53 v.Chr.
- Marcus Lucilius Paetus, krijgstribuun uit de tijd van Augustus.
- Lucilius de Jongere, vriend van Seneca de Jongere die hem de Brieven aan Lucilius schreef.